# همفري أوليري
همفري أوليري (بالإنجليزية: Humphrey O'Leary)‏ هو قاضي ومحامي نيوزيلندي، ولد في 12 فبراير 1886 في بلنهيم في نيوزيلندا، وتوفي في 16 أكتوبر 1953 في أوكلاند في نيوزيلندا.